# Субаугуста (станція метро)
41°51′13″ пн. ш. 12°34′06″ сх. д. / 41.85361° пн. ш. 12.56833° сх. д.
Субаугуста (італ. Subaugusta) - станція лінії А Римського метрополітену. Відкрита 16 лютого 1980 році у першій черзі лінії А (від Ананьїна до Оттавіано). Станція розташована під площею Чінечітта, поруч розташовані перетин вулиць Віа-Тусколана з Тітус-Лаб'єнус та Віа-Ораціо-Пульвілло.
Найменована на честь кільцевої дороги Субаугуста, що прямує поруч.
Двопрогінна станція мілкого закладення.
Поблизу станції розташовані
- Віа-Тусколана
- віале-Пальміро-Тольятті
- Істітуто Луче

## Пересадки
Автобуси: 213, 451, 502, 520, 548, 557, 558, 559, 590, 789.